# Chaseburg
Chaseburg – wieś w Stanach Zjednoczonych, w stanie Wisconsin, w hrabstwie Vernon.